# Gare de Westwood-Route 128
La gare de Westwood-Route 128 est une gare ferroviaire des États-Unis située dans la banlieue de Westwood dans l'État du Massachusetts.
La gare doit son nom à sa situation géographique. Elle a été construite à l'intersection du Northeast Corridor, des routes I 95, US 1 et 128.

## Histoire
La gare a été reconstruite en 2000.

## Service des voyageurs

### Desserte
Elle est desservie par des liaisons longue-distance Amtrak :
- l'Acela Express: Boston - Washington DC
- le Northeast Regional: État de Virginie - Boston

Un service de banlieue la dessert également, la "Providence/Stoughton Line", service entre Boston et Providence.

### Intermodalité
La gare possède un parking payant de plus de 2500 places.